# Chirton Hall

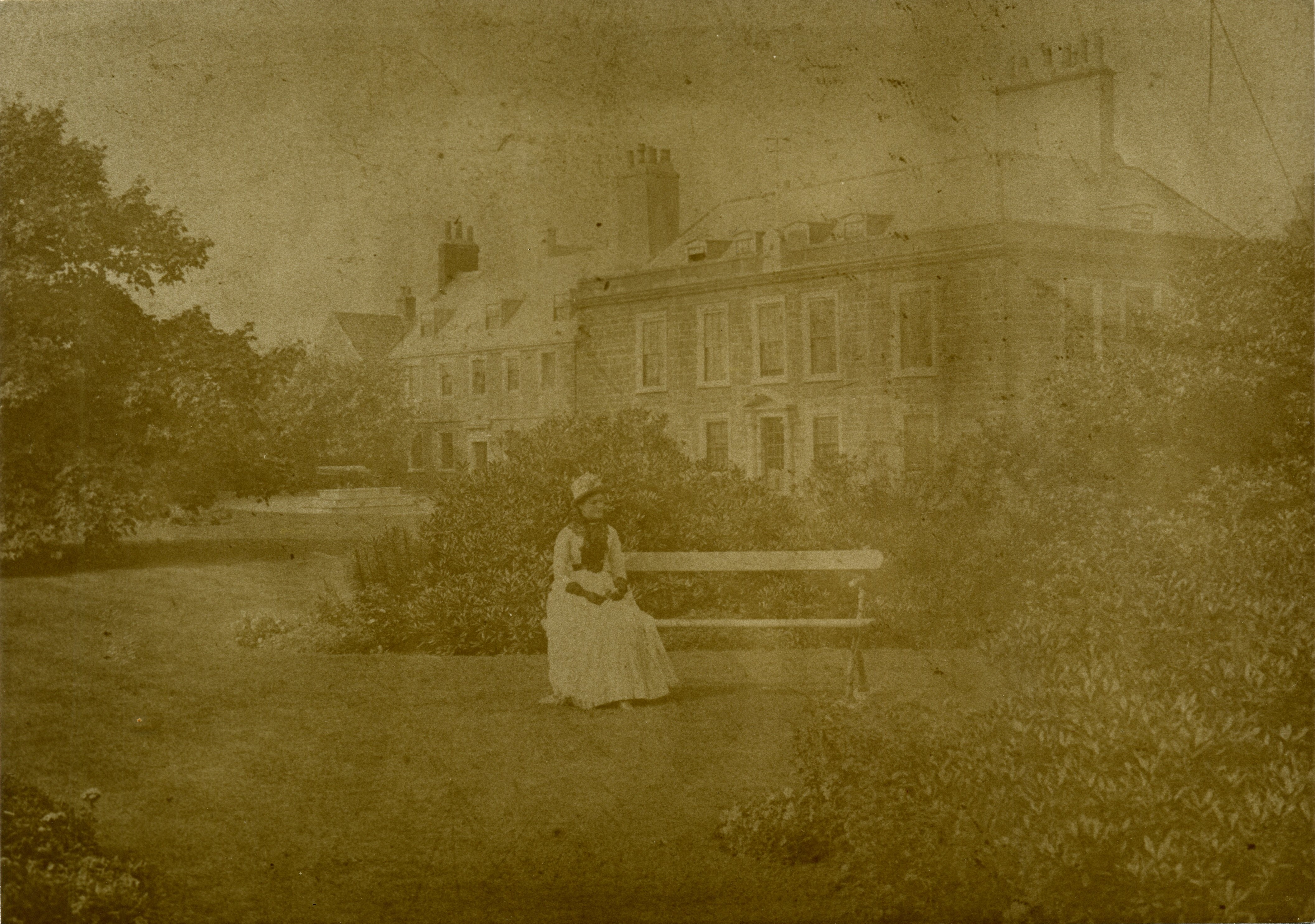
Chirton House.

Chirton Hall oder Chirton House, gelegentlich auch Churton und ursprünglich Cheuton geschrieben, war ein Landhaus in einem heutigen westlichen Vorort von North Shields in der englischen Grafschaft Tyne and Wear. Ursprünglich gehörte dieses Gebiet zur traditionellen Grafschaft Northumberland.

## Geschichte
Ralph Read verkaufte 1672 seine Ländereien in Chirton an John Clarke († 1675), einen Agenten von Joceline Percy, 11. Earl of Northumberland. Die Countess of Northumberland stellte Clarke Baumaterial aus dem aufgegebenen Warkworth Castle zum Bau des Hauses zur Verfügung. Die Arbeitskräfte zum Bau des großen, einfachen Ziegelhauses kamen vom Anwesen der Percys. Der Text von Clarks Brief von 1672 lautete:

William Milbourne, -Being to take downe the materialls of Warkworth Castle, which are given to me by the Countess of Northumberland to build a house at Cheuton, I doe desire you to speake to all hir ladishipps tenants in Warkworth, Birlinge, Buston, Acklington, Shilbottle, Lesbury. Longhaughto, and Bilton, that, they will assist me with their draughts as soone as conveniently they can, to remove the lead and tymber which shall be taken downe, and such materialls as shall be fitt to be removed, and bringe it to Cheuton, which will be an obligation to theire and your friend, JO. CLARKE. (dt.: William Milbourne, -Ich bringe gerade die Baumaterialien von Workworth Castle, die mir die Countess of Northumberland zum Bau des Hauses in Cheuten überlassen hat, zur Baustelle und bitte Sie, alle Pächter in Warkworth, Birling, Buston, Acklington, Shilbottle, Lesbury, Longhaughto und Bilton zu informieren, dass sie mich mit ihren Fuhrwerken, sobald es ihnen möglich ist, unterstützen, um Bleibleche und Holz abzutransportieren, die abgebrochen werden sollen, ebenso wie andere Materialien, die man entfernen kann, und sie nach Cheuton zu bringen, was eine Verpflichtung an Sie und Ihren Freund ist, JO. CLARKE.)

Clarke verschonte viele Mauern der Burg, weil er der Ansicht war, es sei teurer, sie einzureißen als neue Bausteine vom Steinbruch zu beschaffen. Clarkes Witwe Jane († 1694) heiratete Philip Bickerstaffe (1985 Parlamentsabgeordneter für Berwick-upon-Tweed) im Jahre 1675 und Chirton Hall wurde deren Familiensitz. Am 1. August 1699 gab Bickerstaffe sein Lehngut in Chirton zugunsten von Sir William Blackett auf, der das Haus an Archibald Campbell, 1. Duke of Argyll, verkaufte.
Robert Lawson, der High Sheriff of Northumberland im Jahre 1707, residierte in Chirton Hall. Damals gab es auch angrenzende Pflanzungen. Das Anwesen gehörte Anfang des 18. Jahrhunderts den Milburns und durch Heirat fiel es an die Roddams und dann an die Collingwoods. 1767 gehörte das Haus James Hylton de Cardonnel Lawson. Es wurde Eigentum von Edward Collingwood (1734–1806), einem Bevollmächtigten des Greenwich Hospital in London und Barrister, der den Bau der Dissington Hall anordnete, die damals seinem Vetter, Lord Cuthbert Collingwood, 1. Baron Collingwood (1748–1810), einem bekannten Kommandeur der Royal Navy, gehörte. Nach dem Tod von Cuthbert Collingwood fiel das Haus an dessen Bruder, John Collingwood.
1828 gehörte eine West Chirton Hall einem Michael Robson (1783–1837), einem Kohlenbaron. Die letzte dokumentierte Eignerin war seine Tochter, Annie Robson, die am 23. August 1843 heiratete. 1870 wurden Teile des Anwesens von Chirton Hall in zahlreichen Lots verkauft. Mitte des 19. Jahrhunderts verfiel Chirton Hall zusehends und existiert heute nicht mehr. 1968 berichtete man, dass wenig mehr als die Fundamente des Einfahrtstors übriggeblieben seien.

## Geister
Im 19. Jahrhundert erzählte man sich, dass im Landhaus der Geist einer früheren Mätresse des Duke of Argyll, der dort lebte, spukte. Man berichtete, dass man das Rascheln ihres Seidenkleides gehört hätte, daher hieß der Geist „Silky“. Die Straße, an der das Gebäude stand, wurde danach „Silkey's Lane“ genannt.